# Фульгурит

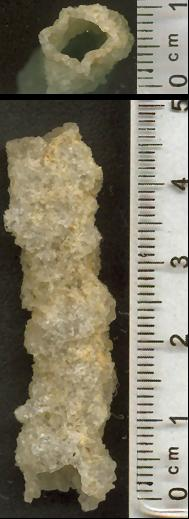
Фрагмент фульгуриту, знайденого на березі озера Окічобі (Флорида)

Фульгурит, перунова стріла (від лат. fulgur - блискавка і грец. -eidēs - подібний) — спечений від удару блискавки пісок (чи інша дрібнозерниста гірська порода) або слід від такого удару на будь-якій суцільній породі.

## Загальний опис
Фульгурити зустрічаються доволі рідко, найчастіше — на скелястих вершинах гір і в районах з високою грозовою активністю.
У піску та інших дрібнозернистих теригенних відкладах при попаданні блискавки утворюються трубочки — кластофульгурити. Оплавлені поверхні будь-яких твердих гірських порід називають петрофульгуритами. 
Кластофульгурити являють собою трубочки, як правило, розгалужені знизу, з гладенькою внутрішньою поверхнею і шорсткою зовнішньою. Діаметр досягає кількох сантиметрів, довжина — кількох метрів. Найчастіше вони утворені зі звичайного кварцового піску (діоксиду кремнію). Удар блискавки та швидке охолодження надають йому аморфної структури. Цей аморфний діоксид кремнію — мінералоїд, що відомий як лешательєрит. Іноді його відносять до імпактних порід (хоча в першу чергу це поняття стосується порід, змінених у результаті удару метеорита).

## Історія досліджень
Давні слов'яни вважали фульгурити зброєю Перуна, звідти походить їх народна назва — «перунові стріли». Перший науковий опис фульгуритів і їх зв'язку з ударами блискавки був зроблений у 1706 році пастором Девідом Германом. Згодом, численні фульгурити знаходили поблизу тих місць, де людей вражала блискавка. Чарльз Дарвін під час своєї навколосвітньої подорожі на кораблі «Бігль» знайшов на піщаному березі поблизу Мальдонадо (Уругвай) кілька дивних скляних трубочок, які занурювались в пісок вертикально донизу більше ніж на метр. Він дав детальний опис їх розмірів і пов'язав їх утворення з електричними розрядами блискавок. Американський фізик Роберт Вуд, який дивом врятувався від удару блискавки, знайшов фульгурит майже трьохметрової довжини.

## Утворення
При попаданні потужного розряду блискавки в поверхню Землі в товщі ґрунту зі спеченого SiO2 формуються порожні розгалужені трубки (фактично — скляні) з гладкою або вкритою дрібними пухирцями внутрішньою поверхнею. Іноді утворюються окремі скляні краплі розміром від 0.1 до 3 мм в діаметрі. Утворення скляної трубочки пов'язане з тим, що між піщинками завжди знаходиться повітря, насичене вологою. Електричний струм блискавки силою в 1000 А за долі секунди нагріває вологонасичене повітря до температури близько 3000 °C, що призводить до вибухоподібного росту тиску розпеченого повітря між піщинками і розширення каналу, яким тече струм. Нагріте іонізоване повітря уворює циліндричну порожнину всередині розплавленого піску. Наступне швидке охолодження зафіксовує характерну форму фульгуриту — скляну трубочку в піску.